# Kasteel De Burg

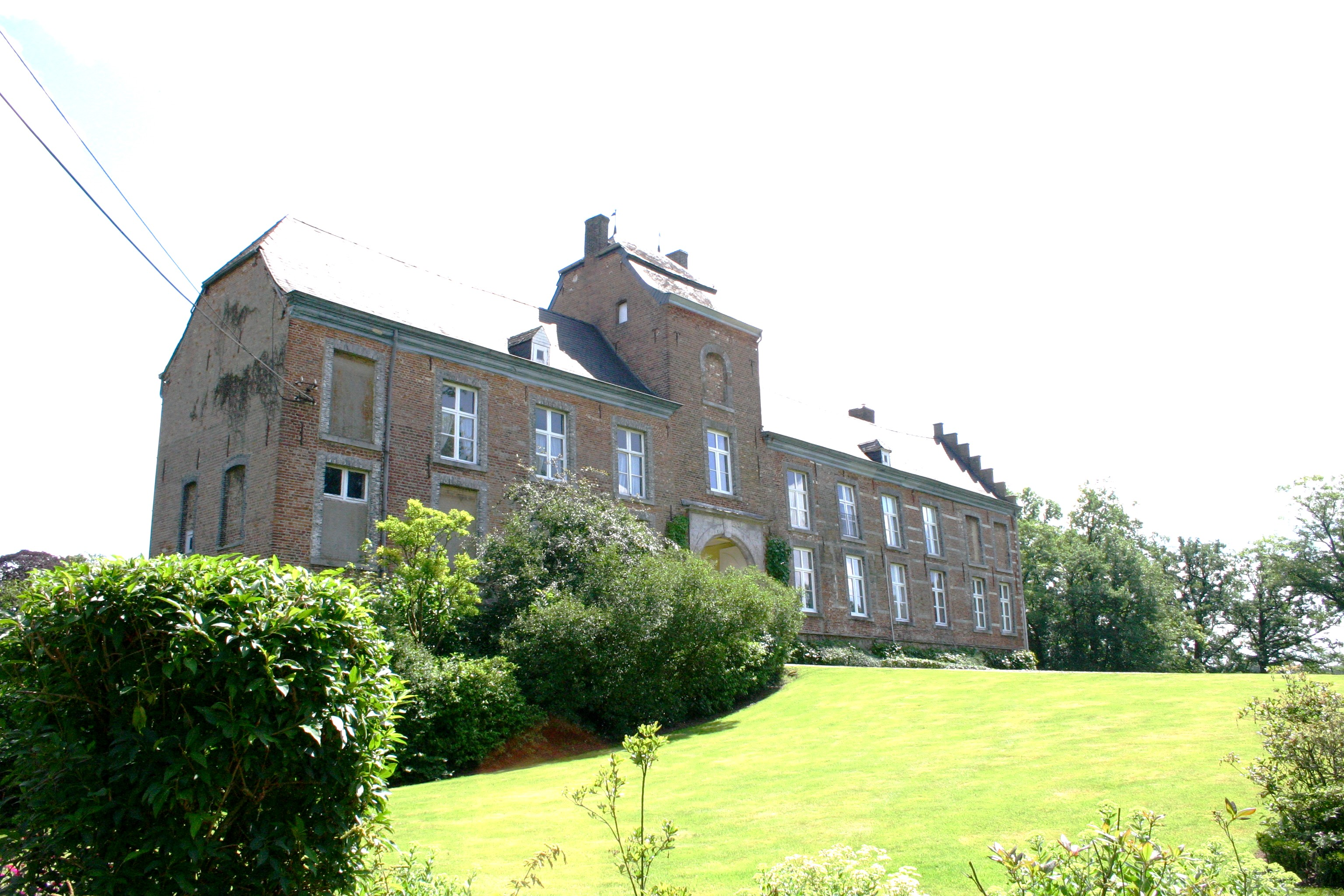
Kasteel De Burg in Lummen

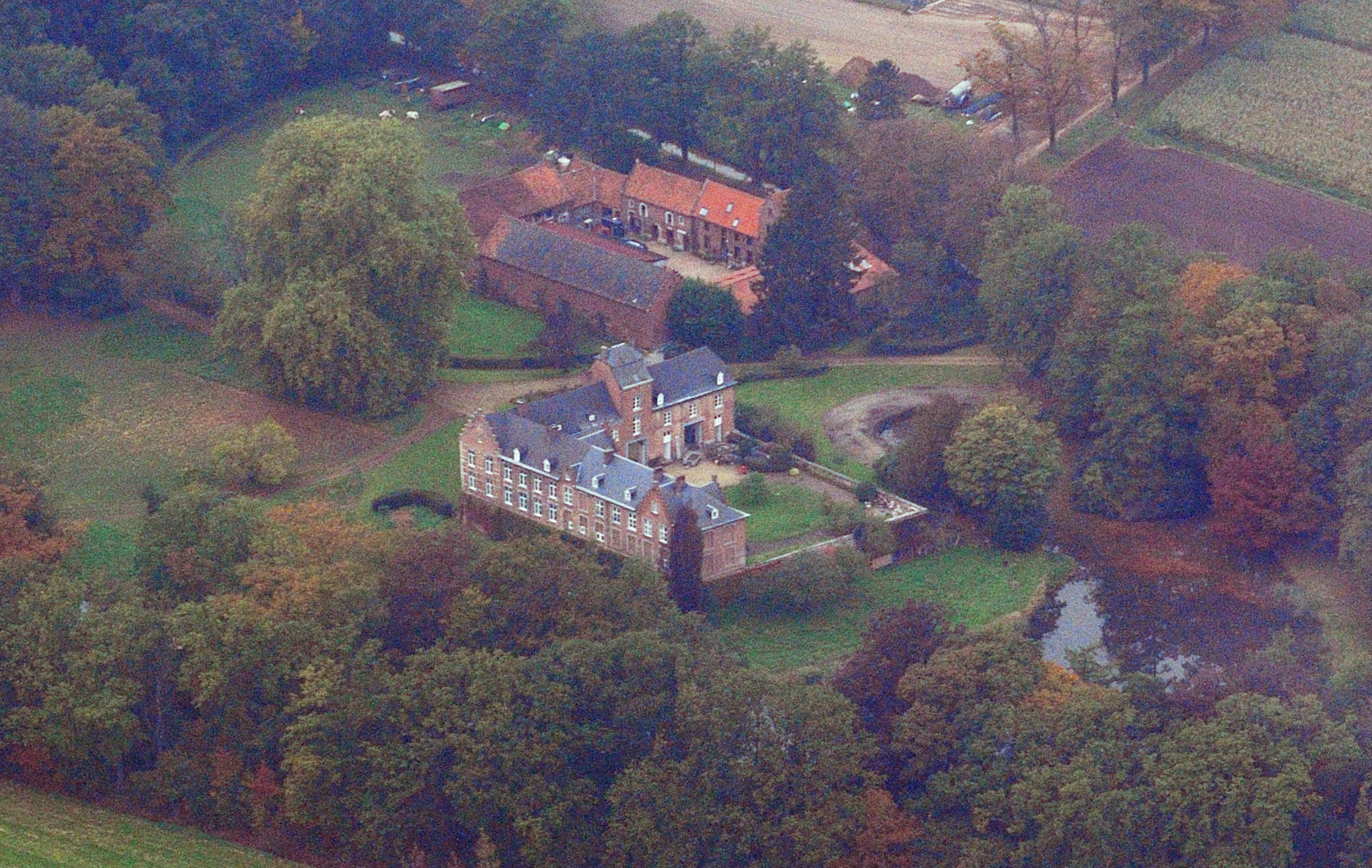
zicht vanuit het oosten

Kasteel De Burg is een kasteel in de Belgische gemeente Lummen. Het ligt ten zuiden van het dorpscentrum en de Mangelbeek.

## Beschrijving
Het grondplan van het huidige kasteel dateert uit de tijd van de weduwe van Willem I van der Marck Lumey (1485). Dit kasteel werd in de loop der eeuwen verschillende malen verbouwd en heeft tegenwoordig een neoclassicistisch uiterlijk.

## Geschiedenis
Voor zover bekend is het Kasteel De Burg het oudste kasteel van Lummen. Het kasteel werd voor het eerst vermeld in 1203 toen de Loonse graaf Lodewijk II het kasteel, samen met het allodium Lummen aan het prinsbisdom Luik schonk, om het als leen terug te krijgen. Het was een diplomatiek instrument tijdens de Loonse Oorlog.
De meest bekende eigenaar van De Burg was Willem II van der Marck Lumey, een beruchte watergeus bijgenaamd "Lumey", die Den Briel veroverde voor Willem de Zwijger, Prins van Oranje.
Van 1350 tot 1820 was het kasteel in het bezit van de familie van der Marck. In de 15e eeuw was er sprake van een slot, een castrum, een fortalicum of ook die borch metten graven, bomgaerden ende moesshoven. In 1748 trouwde Louise van der Marck met Karel Maria Raymond van Arenberg.
In 1837 kocht de Stevoortse jeneverstoker Laurens Renier Palmers (1765-1839) het domein van de hertogin van Arenberg. Palmers en zijn vrouw Maria Theresia de Borman (1779-1844) waren grootgrondbezitters en tevens eigenaar van de watermolens van Lummen, het Kasteel Terlaemen met boerderij en drie watermolens in Zolder, het kasteel van Stevoort en een tiental boerderijen in Stevoort en een huis op de Houtmarkt in Hasselt.
Door het huwelijk van Catharina Palmers (1809-1891) met Henri Gerard Briers (1791-1873) kwam De Burg in het bezit van de Hasseltse familie Briers. Het kasteel De Burg was, zoals een gedenksteen in het poortgebouw vermeldt, de woonplaats van Briers' kleinzoon, de Franstalige schrijver Georges Virres, pseudoniem van Henry Briers de Lumey (1869-1946), Limburgs provincieraadslid, burgemeester van Lummen, lid van de Koninklijke Commissie voor Monumenten en Landschappen en van de Académie royale de langue et de littérature françaises de Belgique.